# Sarbanissa nepcha
Sarbanissa nepcha là một loài bướm đêm trong họ Noctuidae.